# .45ACP弾
.45ACP弾は、1905年にジョン・ブローニングが設計した大型自動拳銃用の実包（カートリッジ）である。.45が口径（0.45インチ）、ACPはAutomatic Colt Pistolを表す。

## 歴史
かつて、アメリカ陸軍は制式拳銃として.38口径のリボルバーを採用していたが、1898年の米西戦争の最中にフィリピンで起こったモロ族の蜂起の際に.38ロングコルト弾の打撃力不足が判明したため（単純に狙いを外しただけという見解もある）、アメリカ陸軍は打撃力の強い.45口径の弾薬を求めていた。そこで、.45ロング・コルト弾を自動拳銃に適合するように短縮し、リムレス化した.45ACP弾が開発され、1911年にアメリカ軍が制式採用したM1911の前身であるM1905が、最初に本実包を使用する銃となった。
その後、本実包はアメリカにおいて「.45口径信仰」といえるほど広く普及した。ヨーロッパの大手銃器メーカーがアメリカへ進出する際には、自社製の自動拳銃にアメリカ市場向けの.45ACP仕様のバリエーションを用意するほどである。逆にヨーロッパでは、「弾数を増やすとグリップが太くなり、握りにくくなる」「反動がきつい」などの理由で人気が無い。この経緯に関してはM1911#歴史も参照。
アメリカにおいても、警察機関で.45ACP仕様の拳銃を制式採用している州は少ない（.40S&W弾が最も多く、次いで9mmパラベラム弾
、.357SIG弾と続く）が、LAPD（SWATを含む）やFBIのSWATなどでは独自に採用している。クリス・コスタなどのタクティカルトレーナーの間でも長年.45ACP弾が愛用されていたが、近年はコスタを含む多くのトレーナーが9mmパラベラム仕様のグロックやSIGを使用する頻度が高くなっている。

## 概要
.45ACP弾は、初速が亜音速ゆえにサプレッサー（サイレンサー）との相性がよく、9x19mmパラベラム弾などの超音速初速弾よりも射撃音が小さくなる。打撃力に関しては、初速が9mmパラベラム弾より遅いものの、運動エネルギーを大口径による重い弾頭重量で補っているため、9mmパラベラム弾と比べてもまったく遜色が無い（スペック上での運動エネルギーは、ほとんど大差が無い）。また、9mmパラベラム弾と比べてストッピングパワーが高いとよく言われ、人体に対して重い衝撃を与えるのに向いており殺傷力は高いが、物質的貫通力（防弾アーマーなど）は.45ACP弾の方が落ちる。
アメリカ軍は、現在でもH&K MARK 23拳銃やH&K UMPやコルトM45A1などの.45ACP弾を使用する銃器を、特殊部隊用に調達し続けている。

## 他の表記法
- .45 オート
- .45 オートマチック M1911
- 11.43×23mm
- .45 コルト・オート U.S.ガバメント
- オートマチック・コルト・ピストル・キャリバー.45

## .45スーパーACP弾
.45スーパーACP弾（英：.45 Super ACP）、もしくは.45スーパー弾（英：.45 Super）は、銃砲専門家であるディーン・グレンネルによって1988年に.45ACP弾をベースに開発された強化型弾薬である。
上記の通り、.45ACP弾は大口径かつ重量のある弾頭によってストッピングパワーは高いとされているが、初速が低いことから空中弾道の方は不安定とされている。そこで同弾薬の初速を高速化し、空中弾道性能を向上させるべく、本弾薬は開発された。ケース長などのサイズは同様だが、より高腔圧に対応してケースウォールやケースヘッドが厚みを増しており、それに伴って運動エネルギー（威力）は838 - 941ジュールほどまで、初速は340 - 400m/sほどまで向上している。
通常の.45ACP弾を使用する拳銃でも使用自体は可能だが、高腔圧であることからリコイルスプリングやファイアリングピンなどのパーツへの負担が大きいため、これらのパーツを交換して強化するか当初より本弾薬に対応した拳銃で使用する必要がある。

## 主な小火器
拳銃
最初から.45ACP弾を使用するように設計されたもの。
- M1905
- M1911（通称コルト・ガバメント）
- コルト コンバット コマンダー（M1911の短縮型、4.3インチ銃身）
- コルト オフィサーズ（M1911の短縮型、3.5インチ銃身）
- コルト ディフェンダー（M1911の短縮型、3インチ銃身）
- デトニクス コンバット マスター（デトニクス社製、コルトM1911の短縮型モデル）
- M1917リボルバー
- S&W M25-2
- S&W M625（M25-2のステンレスモデル）
- S&W SW1911（S&W社製、コルトM1911のクローンモデル）
- S&W ガバナー
- H&K MARK 23
- H&K HK45
- FP45“リベレーター”（レジスタンス組織への供与用簡易型拳銃）
- インベルM911（ブラジル・インベル社製、コルトM1911のクローンモデル）
- SIG Sauer 1911（SIG Sauer社製、コルトM1911のクローンモデル）
- Llama IX（スペイン・リャマ〈ラーマ〉社製、コルトM1911のクローンモデル。現在は生産されていない。）
- Llama Omni I
- AMTハードボーラー（アルカディア・マシン&ツール社製、コルトM1911のクローンモデル）

上記のほか、STI、キンバー、ウイルソン、スプリングフィールド・アーモリーなどからも、多種類のM1911クローンモデルが生産されている。
9mmパラベラム弾モデルからの派生型
- H&K USP
- H&K P9S
- S&W M645
- S&W M&P
- グロック21/38/30/36
- SIG SAUER P220
- SIG SAUER P250
- スプリングフィールドXD
- Semmerling LM4

サブマシンガン
- トンプソン・サブマシンガン
- レイジングM50
- M3サブマシンガン
- イングラムM10
- H&K UMP
- Hafdasa C-4
- Halcon M-1943
- クリス ヴェクター（Kriss Super Vは反動吸収システム名）
- MP9

その他
- デ・リーズル カービン